# 霞阳镇
霞阳镇，是中华人民共和国湖南省株洲市炎陵县下辖的一个乡镇级行政单位。

## 行政区划
霞阳镇下辖以下地区：
东区社区、南区社区、西区社区、北区社区、山垅村、石子坝村、颜家村、中团村、春塘村、塘垅村、吉利村、禾仓源村、黄沙垅村、坎坪村、草坪村、旱田村、石玉村、马道村、蔬菜村、沿城村、五里牌村、深坑村、石鼓村、石潮村、龙伏村和坪形村。